# About Love (album)
Pour les articles homonymes, voir About Love.
Albums de Plasticines
LP1
(2007) Back to the Start
(2014)
About Love est le deuxième album studio des Plasticines, sorti en 2009,,.
Selon l'édition française du magazine Rolling Stone de février 2010, cet album est le 100e meilleur album de rock français

## Liste des chansons
| No  | Titre                  | Durée |
| --- | ---------------------- | ----- |
| 1.  | I Could Rob You        | 3:26  |
| 2.  | Barcelona              | 3:21  |
| 3.  | Bitch                  | 3:07  |
| 4.  | Camera                 | 2:25  |
| 5.  | From Friends to Lovers | 2:56  |
| 6.  | Time to Leave          | 3:51  |
| 7.  | I Am Down              | 4:11  |
| 8.  | Another Kiss           | 2:54  |
| 9.  | Pas avec toi           | 2:58  |
| 10. | Runnaway               | 3:43  |
| 11. | You're No Good         | 3:06  |
| 12. | Coney Island           | 3:26  |